# Most pri Bratislave
Most pri Bratislave (Hongaars:Dunahidas) is een Slowaakse gemeente in de regio Bratislava, en maakt deel uit van het district Senec.
Most pri Bratislave telt 1594 inwoners.
In 1880 had de gemeente vooral een Duits en Hongaars karakter. Bij de volkstelling van 1910 waren de Duitstaligen met ruim 1000, gevolgd door 121 Hongaren en 20 Slowaken. Na 1920 komt de gemeente in handen van Tsjecho-Slowakije. 
Bernolákovo · Blatné · Boldog · Čataj · Dunajská Lužná · Hamuliakovo · Hrubá Borša · Hrubý Šúr · Hurbanova Ves · Chorvátsky Grob · Igram · Ivanka pri Dunaji · Kalinkovo · Kaplna · Kostolná pri Dunaji · Kráľová pri Senci · Malinovo · Miloslavov · Most pri Bratislave · Nová Dedinka · Nový Svet · Reca · Rovinka · Senec · Tomášov · Tureň · Veľký Biel · Vlky · Zálesie